# Karolewo (powiat bydgoski)
Karolewo – (niem. Klahrheim, 1942–1945 Klarheim) osada w Polsce, położona w województwie kujawsko-pomorskim, w powiecie bydgoskim, w gminie Dobrcz.

## Podział administracyjny
W latach 1975–1998 miejscowość należała administracyjnie do województwa bydgoskiego.

## Demografia
Według danych Urzędu Gminy Dobrcz (XII 2020 r.) miejscowość liczyła 150 mieszkańców.

## Oświata i kultura
Siedziba Zespołu Szkół Agro-Ekonomicznych im. Bronisława Zamojdzina z izbą tradycji.

## Zabytki
Według rejestru zabytków NID na listę zabytków wpisane są pozostałości zespołu dworskiego, nr rej.: A/372/1-2 z 4.10.1993:
- oficyna, poł. XIX w.
- park, poł. XIX w.

## Pomniki przyrody
We wsi znajduje się pomnik przyrody: 
| Nazwa          | Zdjęcie | Rok powołania | Obwód w cm przy powołaniu | Obwód w roku 2012 |
| -------------- | ------- | ------------- | ------------------------- | ----------------- |
| dąb szypułkowy |         | 1991          | 355                       | 410               |